# Axă optică a unui cristal
Axa optică a unui cristal reprezintă direcția, într-un cristal birefringent de-a lungul căreia nu apare dubla refracție.
Un cristal uniax are o singură direcție de acest fel; un cristal biax are două asemenea direcții.